# Thunderball 667
Thunderball 667（サンダーボール・ダブルシックス・セブン）は、2012年3月1日にユニバーサル・インターナショナル内に設立された日本のレコードレーベル。

## 概要
ロック専門のレーベルとして日本国内・国外のハードロック、ヘヴィメタルバンドが多く所属し、フィンランドのスパインファーム・レコードと包括契約しているため、「北欧メタル」と呼ばれる作品も積極的にリリースしている。

## 所属アーティスト
- アクセプト
- アマランス
- ジ・アンサー
- ANTHEM
- ブラックタイド
- ブラック・ヴェイル・ブライズ
- ブラザー・ファイアートライブ
- バックチェリー
- デッド・バイ・エイプリル
- ディース
- ドレゲン
- ドロップキック・マーフィーズ
- ダイナスティ
- エンシフェルム
- エスケイプ・ザ・フェイト
- fade
- ファイブ・フィンガー・デス・パンチ
- ゴーストB.C.
- ヘルイェー
- HIM
- ヒンダー
- ホーリー・グレイル
- ジェットブラック
- Jupiter
- コブラ・アンド・ザ・ロータス
- LOUDNESS
- マーティ・フリードマン
- モトリー・クルー
- ナイトウィッシュ
  - ツォーマス・ホロパイネン
- Outrage
- パパ・ローチ
- レックレス・ラブ
- セレメディ
- シャドウズ・フォール
- Sixx:A.M.
- スラッシュ
- ソナタ・アークティカ
- スティール・パンサー
- ストーン・テンプル・パイロッツ
- ザ・トリートメント
- イングヴェイ・マルムスティーン